# Bataille de Poitiers (Steuben)
Pour les articles homonymes, voir Bataille de Poitiers.
La Bataille de Poitiers est un tableau de Charles de Steuben, peint en 1837. Il s'agit de l'une des œuvres visibles dans la galerie des batailles, au château de Versailles, en France.

## Description
La Bataille de Poitiers est une huile sur toile, de 4,65 m de haut sur 5,42 m de long. Elle représente une scène de la bataille de Poitiers, en 732.

## Localisation
L'œuvre est située dans la galerie des batailles, dans le château de Versailles. Les toiles de la galerie étant disposées par ordre chronologique, elle est placée entre celles représentant la bataille de Tolbiac (496) et Charlemagne à Paderborn (785).

## Historique
En 1833, le roi Louis-Philippe, au pouvoir depuis 3 ans, décide de convertir le château de Versailles en musée historique de la France. La galerie des batailles est inaugurée en 1837. 33 toiles monumentales y sont disposées, dépeignant des épisodes militaires de l'histoire de France.
Charles de Steuben peint la toile en 1837.